# Ментоулес (Торино)
Ментоулес је насеље у Италији у округу Торино, региону Пијемонт.
Према процени из 2011. у насељу је живело 139 становника. Насеље се налази на надморској висини од 1058 м.